# 纪年
纪年法，也稱為紀元法、計年法，是指历法中的年份命名体系，例如儒略曆与格里曆使用的基督纪年（公元），中国農曆使用的干支纪年等。世界各地曾存在过各种不同的纪年方法，其中一些至今仍在使用。

## 曾用纪年

### 奥林匹克纪年
古希腊的历史学家和学者常使用参照奥林匹克运动会的届次来纪年，如公元70年可以记作“第212届奥运会第2年”。这项始于公元前776年的泛希腊运动会每四年举行一次，为各个独立城邦提供了可以相互识别的纪年体系。在日常生活中，人们并不使用奥林匹克纪年。:769尤西比乌的《编年史》从亚伯拉罕第1241年（公元前776年）开始兼用奥林匹克纪年直至该书所记载的最后一年（公元325年，第276届奥运会第1年）。公元394年（第293届奥运会第2年），古罗马皇帝狄奥多西一世废止了这项运动，奥林匹克纪年不再适用。

### 塞琉古纪年
塞琉古纪年是塞琉古帝国以及受其影响的国家所采用的一种纪年方式，很多中东国家公元在前4世纪到公元6世纪间都曾使用该纪年，而东方基督徒直到10世纪仍有使用。该纪年可以追溯到公元前312年：当年8月，塞琉古一世重返巴比伦，在亚历山大帝国的亚洲疆土上建立了塞琉古帝国。但根据所用历法岁首的不同，塞琉古纪年元年开始于公元前312年或313年：犹太国历岁首为提斯利月，塞琉古纪年元年相当于公元前313年10月到前312年9月；巴比伦历和犹太教历岁首为尼散月，塞琉古纪年元年相当于公元前312年4月到前311年3月。

### 执政官纪年
古希腊和古罗马时期都曾使用执政官的名字来纪年。在雅典有九名执政官（Archon），其中统领一般行政事物的执政官任期为一年，被称为名年执政官（Archon Eponymous），各类文书通过标记名年执政官的名字来纪年。在斯巴达，每年选举监察官，故可以用他的名字纪年。古希腊史学家往往会同时使用多种方式来纪年，如底比斯军队入侵普拉提亚的公元前431年，在古希腊历史学家修昔底德笔下记作：征服优波亚后缔结“三十年和约”的第15年，即阿尔哥斯的克里西斯担任女祭司的第48年，斯巴达的埃尼希亚斯担任监察官之年，雅典执政官皮托多鲁斯执政之年。古罗马时期，有两名执政官，任期也是一年，罗马官方用两人的名字来纪年，如公元前59年的执政官是尤利乌斯·恺撒和马库斯·卡尔普尔尼乌斯·毕布道斯，这一年就被罗马人记作“恺撒与毕布道斯执政年”（the consulship of Caesar and Bibulus）。这种纪年方法一直沿用到公元541年，执政官职务被拜占庭皇帝查士丁尼一世撤销。

### 罗马建城纪年
罗马建城纪年（anno urbis conditae，简作AUC、a.u.c.，也作anno urbis，简作a.u.），也称罗马纪年，是古罗马时期历史学家所用的纪年方法之一，“anno urbis conditae”在拉丁文中意为“从建城起”。该纪年的元年，也就是罗马建城年（ab urbe condita）传统上采用罗马史学家蒂托·李维所著《罗马史》中的说法，定在公元前753年。该纪年方法最早由馬庫斯·特倫提烏斯·瓦羅在公元前1世纪开始使用的，岁首定于建城日（4月21日），不过近现代史学家一般假定其岁首与现在的相同。在罗马历和早期的儒略历中都不使用这种纪年，常用的是执政官纪年。文艺复兴时代的编著者常会为他们出版的罗马手稿添加罗马纪年，造成了一种罗马人常用罗马纪年的错误印象。公元2025年大致等同于罗马建城2777年（2025+753-1）。

### 罗马占领纪年
罗马占领纪年是罗马占领的一些地区作用的纪年方法，既用该地区已经被罗马占领了多少年或罗马在该地区建立统治多少年来纪年。西班牙纪年就是其中的一种，西班牙纪年的元年为公元前38年，这一年罗马开始对伊比利亚半岛上被征服的人们征收新的税赋，这标志着罗马统治在西班牙的建立。葡萄牙、阿拉贡、瓦伦西亚和卡斯蒂利亚的官方档案中都曾使用这一纪年，直至公元1381年被公元纪年取代。在整个罗马和拜占庭时期，德卡波利斯等叙利亚和巴勒斯坦地区的希腊化城市都使用庞培纪年，其元年是罗马将军庞培占领该地区的公元前63年。

### 小纪纪年
小纪纪年（indiction cycle）是古罗马的一种纪年方式，每十五年一次循环，具体的年份被称为“第1小纪”、“第2小纪”等，但循环是不计数的，需要根据其他信息来确定具体年份。这种十五年周期最初是罗马埃及厘定财产以供征缴农业税和土地税的周期，4世纪开始有文档和事件使用小纪纪年，而且在原先的税政制度改变后很多年仍有使用。埃及、高卢和希腊大部分地区都曾使用这种纪年，其中埃及用至7世纪被穆斯林征服，拜占庭帝国用到1453年覆灭。公元纪年的发明者狄奥尼修斯·伊希格斯曾记载小纪纪年与公元纪年的换算方法为：公元纪年加3除以15，所得余数为小纪纪年，其中0视为15。:7706世纪初，马尔塞里努（Marcellinus）在其编年史中同时采用了小纪和执政官纪年。马里乌主教（Marius of Aventicensis）也在其编年史中采用了小纪纪年。公元2025年大致等同于第3小纪。

### 已废止的基督教纪年
凯撒利亚的尤西比乌所著的《编年史》中，使用亚伯拉罕纪年贯穿整书，亚伯拉罕纪年即亚伯拉罕出生以来多少年，根据尤西比乌的说法亚伯拉罕纪年元年为公元前2017年，如公元70年被他记作“第212届奥运会第2年，亚伯拉罕第2086年”。普洛斯佩鲁发明了耶稣受难纪年，其元年是耶稣受难的公元33年。他在其著述中同时采用耶稣受难纪年和执政官纪年，如将公元455年记作“受难第428年，瓦伦提尼第八次和安提米翁第一次任执政官”。创世纪年是一种根据旧约圣经对于世界创造观点的纪年方式。在希伯来历与拜占庭历中都使用这个纪年法。拜占庭历中创世元年为公元前5509年，岁首在公历九月。拜占庭历已知最早记录是公元7世纪的，而其雏形早在公元400年左右就已形成。

### 大韓民國紀年
大韓民國紀年並是從1919年開始。所以，建國的時候已經是大韓民國30年。這個年號於1948年9月25日被檀君紀元取代。1962年新憲法修改（第三共和制）時候，檀紀被公元取代。

### 朝鮮民主主義人民共和國主體紀年
朝鮮民主主義人民共和國官方自1997年9月9日至2024年10月12日曾使用的紀年，以1912年為主體元年，至2024年時為主體113年。

## 现存纪年

### 基督纪年/公元纪年
公历纪元，又稱作公元、西历纪元、西元，是當今國際社會最為廣泛使用的紀年標準。其源於西方國家使用的基督纪年，以當時認定的耶穌出生之后的那一年為紀年的開始，尽管目前学界普遍认为耶穌並非出生于如今所说的公元1年。目前现行的公历是格里历。
公历纪元的第1年稱作“公元1年”或“公元元年”，前一年称作“公元前1年”，没有“公元0年”。

### 戴克里先纪年
为纪念戴克里先迫害，在基督教纪年中还有一种名为“戴克里先纪年”的纪年方法，其元年为戴克里先执政的第一年284年。但这并不是罗马的帝王纪年，而是埃及所用的一种纪年方法，最初它的岁首按照埃及当地历法确定的。戴克里先取消埃及的特殊地位之后，之后就遵循执政官纪年的岁首1月1日。虽然戴克里先以迫害基督徒而著名于世，但亚历山大编制的复活节表中曾长期使用这一纪年。亚历山大科普特正教会所用的科普特曆仍使用戴克里先纪年，不过已经在643年改称“殉道纪年”（Era of Martyrs）。:766–7

### 帝王纪年/年号纪年
帝王纪年，或称王位纪年、王公即位年次纪年，是根据君主即位年次来表示年份的纪年方法，曾被广泛应用于欧洲和亚洲的多个地区。苏美尔王表、巴比伦年表等使用的都是这种纪年方式。
罗马帝国时期，也曾使用罗马皇帝的帝王纪年，但起初他的远不及执政官纪年常用。最初奥古斯都用他已经当执政官多少年和罗马元老院已经任命他为护民官第多少年来记述他在位时的年份。奥古斯都的继任者们延续了他的做法，直到公元200年左右罗马共和国的记忆已经所剩无几了，他们才公开的使用帝王纪年。
在东亚，除有多数国家直到20世纪仍使用由帝王纪年发展而来的年号纪年，但多已廢止。唯日本现在仍在使用年号纪年（现时为令和），今年是西元2025年，即令和7年。

### 干支纪年
干支纪年认为兴自东汉。东汉四分历以前，用岁星纪年和太岁纪年。到现在来用干支纪年。

### 民國紀年
中華民國官方的紀年，以1912年為中華民國元年，今年為民國114年。